# TT209
La tombe thébaine TT 209 est située au sud d'El-Assasif, dans la nécropole thébaine, sur la rive ouest du Nil, face à Louxor en Égypte.
C'est la sépulture de Serem-hat-rekhyt (Sr-m-hȝt-rhyt) datant de la XXVe dynastie.